# Feresjön (Slätthögs socken, Småland)
Feresjön är en sjö i Alvesta kommun i Småland och ingår i Lagans huvudavrinningsområde. Sjön har en area på 0,109 kvadratkilometer och ligger 180 meter över havet. Sjön avvattnas av vattendraget Bantabäck.

## Delavrinningsområde
Feresjön ingår i det delavrinningsområde (633546-141490) som SMHI kallar för Inloppet i Rickelsbodasjön. Medelhöjden är 197 meter över havet och ytan är 8,05 kvadratkilometer. Det finns ett avrinningsområde uppströms, och räknas det in blir den ackumulerade arean 63,34 kvadratkilometer. Bantabäck som avvattnar avrinningsområdet har biflödesordning 3, vilket innebär att vattnet flödar genom totalt 3 vattendrag innan det når havet efter 180 kilometer. Avrinningsområdet består mestadels av skog (80 procent). Avrinningsområdet har 0,36 kvadratkilometer vattenytor vilket ger det en sjöprocent på 4,5 procent.